# Dario Hübner
Dario Hübner (Muggia, 28 aprile 1967) è un allenatore di calcio ed ex calciatore italiano, di ruolo attaccante, tecnico della Zeta Milano.
È, insieme a Igor Protti, uno dei due calciatori ad avere vinto la classifica dei cannonieri di Serie A, Serie B e Serie C1, rispettivamente con Piacenza, Cesena e Fano. Ha segnato in Serie A, B, C1, C2, D, Interregionale, Eccellenza, Promozione e Prima categoria, cioè in tutte le serie nelle quali ha giocato almeno una partita. In carriera ha segnato più di 300 goal (38 dei quali su calcio di rigore).

## Biografia
Le sue origini sono tedesche da parte di padre: il nonno era di Francoforte e si trasferì a Trieste; ha anche origini austriache. È sposato con Rosa Cantoni (sorella di Federico, suo ex compagno di squadra), dalla quale ha avuto due figli, Michela e Marco. Vive in una cascina ristrutturata a Passarera, paese a pochi chilometri da Crema dove possiede un bar gestito dal cognato. Era soprannominato Tatanka perché il suo scatto ricordava quello di un bisonte, ma anche Il carpentiere in quanto quando militava nei campionati dilettantistici svolgeva questo lavoro.

## Riferimenti nella cultura di massa
Nel 2015 prende parte in un cameo al videoclip del brano L'estate di Hubner della band Toromeccanica, diretto dal regista Federico Mudoni. Il brano racconta l'estate 2002 di un ragazzo che di quell'estate ricorda solo "Hubner cannoniere e noi che cominciammo a far l'amore".
Nel 2018 il cantautore Calcutta dedica all'attaccante la canzone Hübner, settima del suo terzo album Evergreen.

## Carriera

### Giocatore

#### Gli esordi e il Cesena
Dopo gli esordi nella Muggesana, durante i quali alternava l'attività di calciatore con quella di fabbro, inizia l'attività semiprofessionistica a 20 anni, nella Pievigina, nel Campionato Interregionale 1987-1988, segnando 10 reti.
Nella stagione successiva passa al Pergocrema, in Serie C2, con cui mette a segno 6 reti. Nell'ottobre 1989 passa al Fano, con cui conquista la promozione dalla Serie C2 alla Serie C1. Rimane nelle Marche per tre stagioni, sotto la guida di Francesco Guidolin, mettendosi in luce come abile contropiedista e guadagnandosi il soprannome di Bisonte o Tatanka. Nel 1992 viene acquistato dal Cesena: con i bianconeri milita per cinque stagioni consecutive in Serie B, andando in doppia cifra in ogni stagione e conquistando il titolo di capocannoniere nella stagione 1995-1996, nella quale realizza 22 reti.

#### Brescia e Piacenza

Hübner esulta per il Brescia nel campionato cadetto 1999-2000

In seguito alla retrocessione del Cesena in Serie C1, nel 1997 passa al Brescia, con cui esordisce in Serie A già trentenne. Va a segno già alla prima giornata, a San Siro contro l'Inter, e alla seconda realizza una tripletta contro la Sampdoria. Nonostante le 16 reti messe a segno, il Brescia retrocede in Serie B e Hübner contribuisce con 21 reti alla nuova promozione delle Rondinelle nel 2000. Nella stagione 2000-2001 al Brescia è in coppia con Roberto Baggio, anche se più volte l'allenatore Carlo Mazzone gli preferisce il centravanti albanese Igli Tare, giunto a Brescia nel mercato di gennaio. A fine stagione totalizza 17 reti, che portano il Brescia a qualificarsi per la Coppa Intertoto.
Nel 2001 passa al Piacenza, neopromosso in Serie A, per circa 6 miliardi di lire. Nella stagione 2001-2002 contribuisce in maniera determinante alla salvezza del club emiliano grazie a 24 reti, suo primato personale, che gli valgono inoltre, a pari merito con lo juventino David Trezeguet, il titolo di capocannoniere della massima serie: all'età di 35 anni è, al tempo, il più anziano giocatore capace di vincere la classifica marcatori della Serie A – un record che gli sarà strappato nel 2015 dai 38 anni di Luca Toni.

Hübner esulta per il Piacenza nella stagione 2001-2002, in cui si laurea capocannoniere della Serie A

A seguito di questo exploit, nel maggio 2002 viene aggregato in prestito alla rosa del Milan per la tournée americana; con la maglia rossonera giocherà tre incontri, senza mettere a segno alcun gol. Nella stagione successiva mette a segno 14 reti, diventando così il giocatore che ha siglato più gol in Serie A nella storia del Piacenza (38); tuttavia non sono sufficienti a evitare la retrocessione degli emiliani in Serie B.

#### Ancona, Perugia, Mantova e ultimi anni
Nel 2003 risolve il contratto e si accasa all'Ancona, neopromosso in Serie A. Rimane coinvolto nella stagione disastrosa della squadra dorica e in sei mesi rimane a secco di reti, prima di trasferirsi al Perugia nel gennaio 2004. Con gli umbri disputa le sue ultime partite nella massima serie, mettendo a segno 3 reti nell'annata della retrocessione in Serie B dopo lo spareggio con la Fiorentina.
Nel 2004 scende in Serie C1 giocando nel Mantova, dove ritrova Paolo Poggi, già suo compagno d'attacco nel Piacenza: mette a segno 7 reti, contribuendo al ritorno dei virgiliani in Serie B, ma poi decide di abbandonare definitivamente il professionismo. Dopo due esperienze in Serie D a Chiari e a Rodengo Saiano,, nella stagione 2006-2007 si trasferisce all'Orsa Corte Franca Iseo, formazione di Eccellenza. Tale trasferimento crea un "caso": la Lega Nazionale Dilettanti, infatti, ritiene che Hübner abbia firmato un contratto di lavoro professionistico con l'Orsa Corte Franca (comprendente stipendio fisso e diversi bonus), cosa che porta alla squalifica per un anno (poi ridotta a sei mesi), in quanto nessun giocatore dilettante può firmare contratti professionistici con squadre dilettanti. Dopo la squalifica, che lo tiene lontano dai campi per l'intero girone di andata, mette a segno 20 reti (in sole 17 presenze), decisive ai fini della salvezza della sua squadra.
Nella stagione 2009-2010 passa al Castel Mella, società di Prima Categoria bresciana, con cui realizza 16 reti in 14 partite. Chiude la carriera nella stagione 2010-2011 al Cavenago d'Adda a 44 anni.

### Allenatore
Debutta nel ruolo di allenatore nell'ottobre 2013, quando viene assunto dal Royale Fiore, squadra piacentina partecipante al campionato di Eccellenza, in sostituzione dell'esonerato Stefano Rossini. Nel gennaio successivo viene a sua volta esonerato.
Nel giugno 2014 assume la guida dell'Atletico Montichiari, squadra bresciana di Serie D. L'esperienza si conclude con l'esonero, ancora prima dell'inizio del campionato.
Dopo 11 anni di stop, il 1° agosto 2025 diventa il nuovo allenatore della Zeta Milano, squadra di Seconda Categoria lombarda; con l'influencer Antonio Pellegrino, in arte Zw Jackson, come presidente e come capitano l'attaccante ex Serie A Jeda.

## Statistiche

### Presenze e reti nei club
Durante la sua carriera, Hübner ha giocato globalmente 676 partite segnando 348 reti, alla media di 0,51 gol a partita.
Statistiche aggiornate al termine della carriera da calciatore.
| Stagione                 | Squadra                  | Campionato               | Campionato | Campionato | Coppe nazionali | Coppe nazionali | Coppe nazionali | Coppe continentali | Coppe continentali | Coppe continentali | Altre coppe | Altre coppe | Altre coppe | Totale | Totale |
| Stagione                 | Squadra                  | Comp                     | Pres       | Reti       | Comp            | Pres            | Reti            | Comp               | Pres               | Reti               | Comp        | Pres        | Reti        | Pres   | Reti   |
| ------------------------ | ------------------------ | ------------------------ | ---------- | ---------- | --------------- | --------------- | --------------- | ------------------ | ------------------ | ------------------ | ----------- | ----------- | ----------- | ------ | ------ |
| 1987-1988                | Euromobil Pievigina      | I                        | 25         | 10         | -               | -               | -               | -                  | -                  | -                  | -           | -           | -           | 25     | 10     |
| 1988-1989                | Pergocrema               | C2                       | 28         | 6          | CIC             | ?               | ?               | -                  | -                  | -                  | -           | -           | -           | 28+    | 6+     |
| lug.-ott. 1989           | Pergocrema               | C2                       | 2          | 0          | -               | -               | -               | -                  | -                  | -                  | -           | -           | -           | 2      | 0      |
| Totale Pergolettese      | Totale Pergolettese      | Totale Pergolettese      | 30         | 6          |                 | ?               | ?               |                    | -                  | -                  |             | -           | -           | 30+    | 6+     |
| 1989-1990                | Fano                     | C2                       | 27         | 8          | CIC             | ?               | ?               | -                  | -                  | -                  | -           | -           | -           | 27+    | 8+     |
| 1990-1991                | Fano                     | C1                       | 30         | 4          | CIC             | ?               | ?               | -                  | -                  | -                  | -           | -           | -           | 30+    | 4+     |
| 1991-1992                | Fano                     | C1                       | 31         | 14         | CIC             | ?               | ?               | -                  | -                  | -                  | -           | -           | -           | 31+    | 14+    |
| Totale Fano              | Totale Fano              | Totale Fano              | 88         | 26         |                 | ?               | ?               |                    | -                  | -                  |             | -           | -           | 88+    | 24+    |
| 1992-1993                | Cesena                   | B                        | 34         | 10         | CI              | 2+              | 1               | -                  | -                  | -                  | -           | -           | -           | 36+    | 11     |
| 1993-1994                | Cesena                   | B                        | 32         | 12         | CI              | 5               | 3               | -                  | -                  | -                  | -           | -           | -           | 37     | 15     |
| 1994-1995                | Cesena                   | B                        | 33         | 15         | CI              | 2               | 1               | -                  | -                  | -                  | -           | -           | -           | 35     | 16     |
| 1995-1996                | Cesena                   | B                        | 36         | 22         | CI              | 1               | 0               | -                  | -                  | -                  | -           | -           | -           | 37     | 22     |
| 1996-1997                | Cesena                   | B                        | 31         | 15         | CI              | 3               | 3               | -                  | -                  | -                  | -           | -           | -           | 34     | 18     |
| Totale Cesena            | Totale Cesena            | Totale Cesena            | 166        | 74         |                 | 13+             | 8               |                    | -                  | -                  |             | -           | -           | 179+   | 82     |
| 1997-1998                | Brescia                  | A                        | 30         | 16         | CI              | 1               | 0               | -                  | -                  | -                  | -           | -           | -           | 31     | 16     |
| 1998-1999                | Brescia                  | B                        | 36         | 21         | CI              | 4               | 2               | -                  | -                  | -                  | -           | -           | -           | 40     | 23     |
| 1999-2000                | Brescia                  | B                        | 32         | 21         | CI              | 3               | 1               | -                  | -                  | -                  | -           | -           | -           | 35     | 22     |
| 2000-2001                | Brescia                  | A                        | 31         | 17         | CI              | 8               | 7               | -                  | -                  | -                  | -           | -           | -           | 39     | 24     |
| Totale Brescia           | Totale Brescia           | Totale Brescia           | 129        | 75         |                 | 16              | 10              |                    | -                  | -                  |             | -           | -           | 145    | 85     |
| 2001-2002                | Piacenza                 | A                        | 33         | 24         | CI              | 1               | 0               | -                  | -                  | -                  | -           | -           | -           | 34     | 24     |
| 2002-2003                | Piacenza                 | A                        | 27         | 14         | CI              | 1               | 1               | -                  | -                  | -                  | -           | -           | -           | 28     | 15     |
| Totale Piacenza          | Totale Piacenza          | Totale Piacenza          | 60         | 38         |                 | 2               | 1               |                    | -                  | -                  |             | -           | -           | 62     | 39     |
| 2003-gen. 2004           | Ancona                   | A                        | 9          | 0          | CI              | 1               | 0               | -                  | -                  | -                  | -           | -           | -           | 10     | 0      |
| gen.-giu. 2004           | Perugia                  | A                        | 13         | 3          | CI              | -               | -               | -                  | -                  | -                  | -           | -           | -           | 13     | 3      |
| 2004-2005                | Mantova                  | C1                       | 23         | 7          | CIC             | ?               | ?               | -                  | -                  | -                  | -           | -           | -           | 23+    | 7+     |
| ago.-nov. 2005           | Chiari                   | D                        | 7          | 9          | CID             | ?               | ?               | -                  | -                  | -                  | -           | -           | -           | 7+     | 9+     |
| 2005-2006                | Rodengo Saiano           | D                        | 18         | 9          | CID             | ?               | ?               | -                  | -                  | -                  | -           | -           | -           | 18+    | 9+     |
| 2006-2007                | Orsa Corte Franca        | E                        | 27         | 20         | -               | -               | -               | -                  | -                  | -                  | -           | -           | -           | 27     | 20     |
| 2007-2008                | Orsa Corte Franca        | E                        | 17         | 20         | -               | -               | -               | -                  | -                  | -                  | -           | -           | -           | 17     | 20     |
| 2008-2009                | Orsa Corte Franca        | E                        | 20         | 18         | -               | -               | -               | -                  | -                  | -                  | -           | -           | -           | 20     | 18     |
| Totale Orsa Corte Franca | Totale Orsa Corte Franca | Totale Orsa Corte Franca | 64         | 58         |                 | -               | -               |                    | -                  | -                  |             | -           | -           | 64     | 58     |
| 2009-2010                | Castel Mella             | 1Cat.                    | 14         | 16         | -               | -               | -               | -                  | -                  | -                  | -           | -           | -           | 14     | 16     |
| 2010-2011                | Cavenago                 | Prom.                    | 6          | 2          | -               | -               | -               | -                  | -                  | -                  | -           | -           | -           | 6      | 2      |
| Totale carriera          | Totale carriera          | Totale carriera          | 652        | 336        |                 | 32              | 19              |                    | -                  | -                  |             | -           | -           | 684    | 355    |

## Palmarès

### Club
- Campionato italiano Serie C2: 1

Fano: 1989-1990 (girone C)

### Individuale
- Capocannoniere della Serie A: 1

2001-2002 (24 gol, a pari merito con David Trezeguet)
- Capocannoniere della Serie B: 1

1995-1996 (22 gol)
- Capocannoniere della Serie C1: 1

1991-1992 (14 gol)